# André Senik
André Senik, född 1938 i Paris, är en fransk filosof och tidigare kommunistisk aktivist. 

## Biografi
André Senik är son till polska judar och föddes i Paris andra arrondissement år 1938. Senik gick med i Union des étudiants communistes (UEC) och studerade filosofi vid Lycée Janson-de-Sailly i Paris. En tid var Senik chefredaktör för UEC:s organ Clarté. År 1968, då Senik undervisade vid Lycée Henri-Bergson i Paris, deltog han i studentprotesterna. Ministern Olivier Guichard vidtog åtgärder mot Senik och suspenderade honom i ett år.
Långt senare distanserade sig Senik från kommunismen och gick med i Cercle de l'Oratoire, en proamerikansk tankesmedja. År 2015 publicerade Senik boken Le Manifeste du Parti communiste aux yeux de l'histoire, i vilken han förfäktar tanken att Karl Marx och Friedrich Engels teorier förberedde marken för 1900-talets totalitarism.